# Parascalaphus oreobius
Parascalaphus oreobius är en insektsart som beskrevs av Olga M. Martynova 1926. Parascalaphus oreobius ingår i släktet Parascalaphus och familjen fjärilsländor. Inga underarter finns listade i Catalogue of Life.